# オービニェ＝シュル＝レイヨン
オービニェ＝シュル＝レイヨン （Aubigné-sur-Layon）は、フランス、ペイ・ド・ラ・ロワール地域圏、メーヌ＝エ＝ロワール県のコミューン。コミューンはワインのアペラシオン、AOCコトー・デュ・レイヨンの産地である。

## 地理
レイヨン川流域にある、アンジューのコミューンである。マルティニェ＝ブリアンの南西に位置する。レイヨン川はコミューンの北側を流れており、町はレイヨン川回廊の景観内にある。

## 歴史

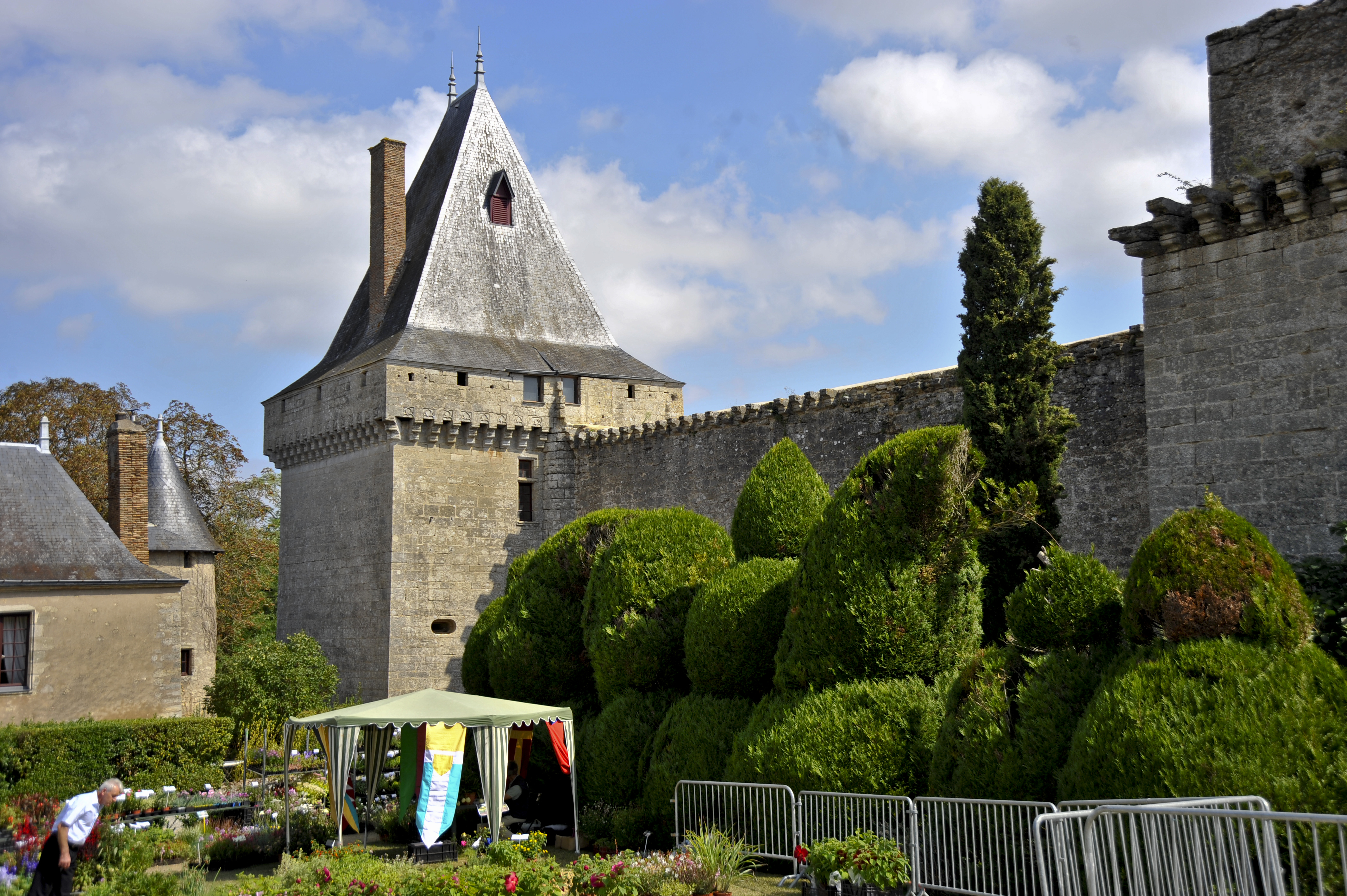
オービニェ城

19世紀後半、町の名はオービニェ＝ブリアン（Aubigné-Briand）であった。1994年6月13日より、現在のオービニェ＝シュル＝レイヨンとなった。

## 人口統計
| 1962年 | 1968年 | 1975年 | 1982年 | 1990年 | 1999年 | 2008年 | 2013年 |
| ------ | ------ | ------ | ------ | ------ | ------ | ------ | ------ |
| 356    | 324    | 271    | 257    | 263    | 334    | 360    | 369    |

参照元:1962年から1999年まで人口の2倍カウントなし。1999年までEHESS/Cassini、2004年以降INSEE